# Маняно ин Ривиера
Маня̀но ин Ривиѐра (на италиански: Magnano in Riviera; на фриулски: Magnàn, Манян) е село и община в Северна Италия, провинция Удине, автономен регион Фриули-Венеция Джулия. Разположено е на 201 m надморска височина. Населението на общината е 2393 души (към 2010 г.).